# Brasil nos Jogos Olímpicos de Inverno da Juventude de 2012
O Brasil participou dos Jogos Olímpicos de Inverno da Juventude de 2012, a serem realizados em Innsbruck, na Áustria. A delegação brasileira conta com um total de dois atletas, sendo estes disputantes do esqui alpino.

## Esqui Alpino
| Atleta        | Evento                   | Final     | Final           | Final           | Final           |
| Atleta        | Evento                   | Descida 1 | Descida 2       | Total           | Pos.            |
| ------------- | ------------------------ | --------- | --------------- | --------------- | --------------- |
| Eliza Nobre   | Slalom feminino          | 59.91     | Desclassificada | Desclassificada | Desclassificada |
| Eliza Nobre   | Slalom gigante feminino  | 1:10.76   | 1:13.54         | 2:24.30         | 42              |
| Tobias Macedo | Slalom masculino         | 56.45     | 49.14           | 1:45.59         | 33              |
| Tobias Macedo | Slalom gigante masculino | 1:06.51   | 1:01.06         | 2:07.57         | 32              |